# 1498 Лахти
1498 Лахти (енгл. 1498 Lahti) је астероид главног астероидног појаса чија средња удаљеност од Сунца износи 3,094 астрономских јединица (АЈ).
Апсолутна магнитуда астероида је 11,7 а геометријски албедо 0,120.